# スーパーマン新冒険
スーパーマン新冒険（The New Adventures of Superman、The Superman/Aquaman Hour of Adventure、The Batman/Superman Hour）は、1966年9月10日から1970年までアメリカ合衆国のCBS放送にて放送された海外アニメ。日本では単に『スーパーマン』というタイトルで、1971年3月2日から10月26日まで日本テレビで火曜19時00分 - 19時30分に放送された、1979年4月14日から同年8月までは東京12チャンネルにて『飛べスーパーマン』のタイトルで土曜19時30分 - 20時00分に再放送されたことがある。配給はトランスグローバル。3話30分編成でスーパーボーイ（The Adventures of Superboy）も含めて放送された、全33話（全68回）。当作品は、フィルメーションが製作した。
日本語版は、冒頭のキャッチフレーズが「弾丸よりも早く、力は超特急よりも強く、そびえ立つ摩天楼も一っ飛び!」「見ろ!」「何だあれは!」「流星よ!」「ミサイルだ!」「違う、スーパーマンだ!」に変えられ、更にスーパーマンが空を飛ぶ時のかけ声「Up, Up, and Away!」が「スパーッ!!」となった。

## キャラクター
- スーパーマン/クラーク・ケント
声 - バッド・コルヤー、広川太一郎[1][2][3]（日本語版）、不明（アクアマンの日本語版）
- ロイス・レイン
声 - ジョアン・アレキサンダー(第1シーズン)、ジュリエ・ベネット(第2シーズン以降)、西沢和子（日本語版）
- レックス・ルーサー
声 - ジャクソン・ベック、不明（日本語版）
- ジミー・オルセン
声 - ジャック・グライムス、不明（日本語版）
- ペリー・ホワイト
声 - ジャクソン・ベック(第1シーズン)、テッド・ナイト(第2シーズン以降)、不明（日本語版）

### その他
- ナレーション(冒頭のキャッチフレーズなど、前述)
声 - ジャクソン・ベック、近石真介（日本語版）
- キチガイ博士
声 - 永井一郎
- 役者不明の声優 - 浦野光[1]、田中秀幸[2]、小林清志[4]、小宮山清、武藤礼子

## 主題歌
この作品では、日本のアーティストによる楽曲を使用。(日本独自)
スーパーマン(日本テレビ版オープニング)
作詞：滝沢ふじお／作曲：近藤秀健／歌：ケ・チャップ
大空を (日本テレビ挿入歌)
作詞：滝沢ふじお／作曲：近藤秀健／歌：ケ・チャップ

## エピソード

### 日本版
出典
| #      | 日本語タイトル 原題タイトル                       | 日本語タイトル 原題タイトル                             | 日本語タイトル 原題タイトル       | 日本放送日   |
| ------ | ------------------------------------------------- | ------------------------------------------------------- | --------------------------------- | ------------ |
| 1(新)  | 怪物は鉄がお好き ?                                | 不明 ?                                                  | マンモス像の行進 The Fire Phantom | 1971年3月2日 |
| 2      | エレキコング The Men from A.P.E.                  | 地球ぶんどり作戦 前編 The Spy from Outer Space: Part 1  | イモーレ国の半魚人 ?              | 3月9日       |
| 3      | 蘇ったドラギラス Prehistoric Pterodactyls         | 地球ぶんどり作戦 後編 The Spy from Outer Space: Part 2  | ?                                 | 3月16日      |
| 4      | さまよえるスルータン人 The Threat of the Thrutans | 気ちがい超音波 Krypto's alamitous Capers                | 妖術男爵ルビー The Wicked Warlock | 3月23日      |
| 5      | 恐怖のチンパンジー The Chimp Who Made It Big      | スーパーボーイの秘密 The Man Who Knew Superboy's Secret | にせのSOS The Deadly Icebergs     | 3月30日      |
| 6      | 惑星リガのひとつ目ロボット The Robot of Riga      | 隆と真珠 ?                                              | ミスターザックスの挑戦 ?          | 4月6日       |
| 7      | ぐにゃぐにゃマシーン The Magnetic Monster         | 地球の怪獣 The Visitor from the Earth's Core            | おもちゃの反乱 The Toys of Doom   | 4月13日      |
| 8      | 夢で見てたすごーい奴ら ?                          | 悲しき億万長者 The Super Clown of Smallville            | ???' ???                          | 4月20日      |
| 9      | 昆虫人間のクーデター ?                            | 飛び出したイタズラっ子 Superboy's Strangest Foe         | ???                               | 4月27日      |
| 10     | 暑いお話 ?                                        | 小さな侵略者 ?                                          | 真昼の呪い ?                      | 5月4日       |
| 11     | 凍り付いたハワイ ?                                | スーパーボーイ失踪す ?                                  | 全世界破壊同盟 ?                  | 5月11日      |
| 12     | アーボラの巨木 ?                                  | 黒騎士いざ見参! The Black Knight                        | 四次元映画のショック ?            | 5月18日      |
| 13     | エビとワニではさみ打ち! ?                         | 地球人はおっかない ?                                    | 呪いの人形 ?                      | 5月25日      |
| 14     | 燃える溶岩人間 ?                                  | 恐怖のサーカス The Jinxed Circus                        | カラー作戦 ?                      | 6月1日       |
| 15     | 石炭をとる宇宙人 ?                                | 合風が来た Hurricane Fighters                           | パワーを盗む男 ?                  | 6月8日       |
| 16     | スーパーマンは二人いた ?                          | アベコベ小僧 ?                                          | ??? ?                             | 6月15日      |
| 17     | ミニミニ標本 ?                                    | 悪魔の悪知恵 ?                                          | 宇宙植物の侵略 ?                  | 6月22日      |
| 18     | ベルノー博士の新発明 ?                            | 怪獣二面相 ?                                            | エレキ昆虫の襲来 ?                | 6月29日      |
| 19     | プランクスターの悪い冗談 ?                        | ゴリラ面の悪いギャング ?                                | ??? ?                             | 7月6日       |
| 20     | よみがえったミイラ男 ?                            | ロボットビルの反乱 The Revolt of Robotville             | 鳥人の谷 ?                        | 7月13日      |
| 21     | 悪魔の帽子 ?                                      | クリプトンから来た怪物 ?                                | ??? ?                             | 7月27日      |
| 22     | タコ型着陸艇を追え! ?                             | ラカスのFBI ?                                           | ??? ?                             | 8月3日       |
| 23     | 巨人蜜蜂の襲撃 ?                                  | ベイリー博士に何が起こったか! ?                         | ??? ?                             | 8月10日      |
| 24     | 火を吐くスーパーマン ?                            | ??? ?                                                   | ??? ?                             | 8月17日      |
| 25     | 鏡の家の恐怖 ?                                    | ??? ?                                                   | ??? ?                             | 8月24日      |
| 26     | ヒマラヤ雪男 ?                                    | ??? ?                                                   | ??? ?                             | 8月31日      |
| 27     | 宇宙人の罠 ?                                      | ??? ?                                                   | ??? ?                             | 9月7日       |
| 28     | ライバル現わる! ?                                 | ??? ?                                                   | ??? ?                             | 9月14日      |
| 29     | 水晶人の砦 ?                                      | ??? ?                                                   | ??? ?                             | 9月21日      |
| 30     | 宇宙から来た脱獄囚 ?                              | ??? ?                                                   | ??? ?                             | 9月28日      |
| 31     | 病気になったクリプトン ?                          | ??? ?                                                   | ??? ?                             | 10月5日      |
| 32     | ザーク星人とダイヤモンド ?                        | ??? ?                                                   | ??? ?                             | 10月12日     |
| 33     |                                                   | スーパーボーイ。未来へ飛ぶ ?                            | ギルベーン城の幽霊 ?              | 10月19日     |
| 34(終) | ラナのすてきなプレゼント ?                        | 眠り魔王サンドマン ?                                    | ??? ?                             | 10月26日     |

以下、どのエピソードで放送されたのかは不明。（東京12チャンネルで再放送された際に判明している）
- アマゾンのゴリラ部隊
The Ape Army of the Amazon